# Пальяссааре (порт)
Порт Па́льяссааре (эст. Paljassaare sadam, код EEPAS) — морской торговый и судоремонтный порт в Таллине, Эстония. Расположен на юго-западном побережье Таллинского рейда, в юго-восточной части полуострова Пальяссааре. Позывные: 68 канал МВ, «Paljassaare». Территория порта — 32,8 га. Оператор порта — общество с ограниченной ответственностью OÜ Hundipea. Официальный адрес порта: ул. Пальяссааре 28, Таллин. 

## История порта

### В Советской Эстонии

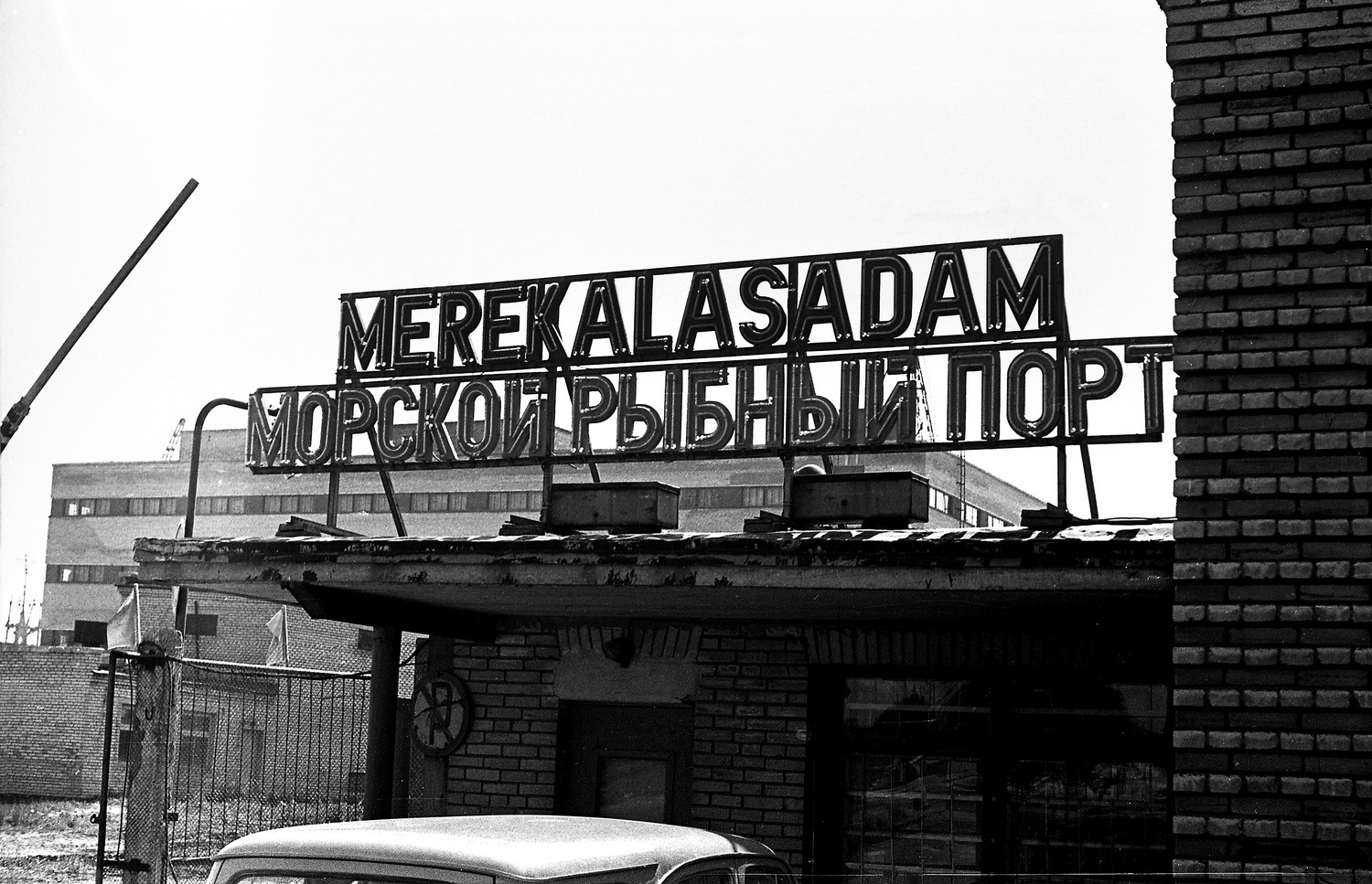
Ворота в Морской рыбный порт на полуострове Пальяссааре, 1973 год

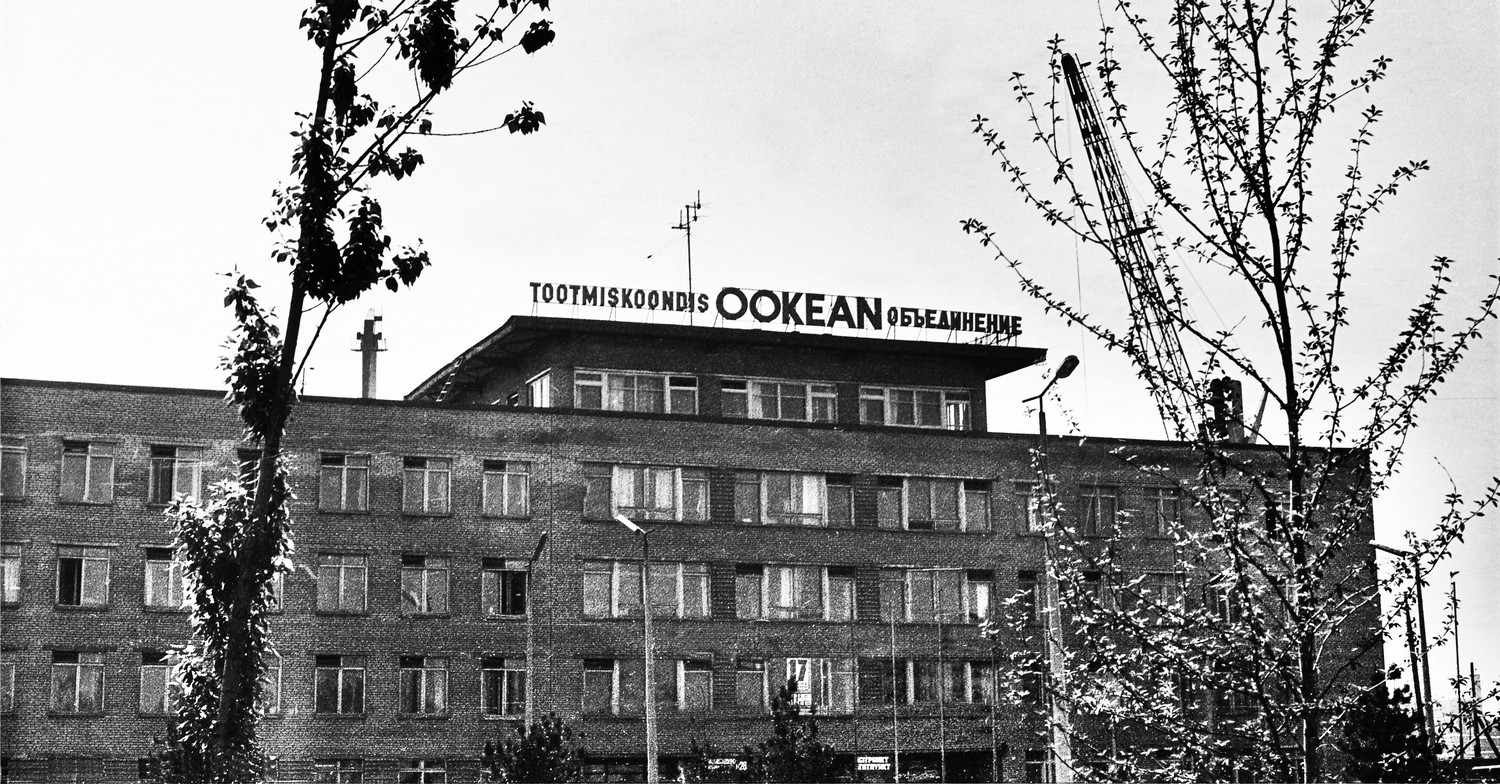
Административное здание ЭРПО «Океан», 1973 год

В 1949 году в расположенном на восточном берегу полуострова Пальяссааре рыбной гавани было основано предприятие «Tаллинский морской рыбный порт» (Tallinna Merekalasadam), задачей которого было обслуживание рыболовных судов (погрузка, разгрузка, мелкий ремонт и т. д.), проверка технического состояния всех эстонских рыболовных судов, а также транспортировка рыбы. В 1954 году порту принадлежало 10 судов (в том числе земснаряд «Даугава»), в 1955 году предприятие получило радиостанцию для связи с судами, в 1957 году — право выдавать дипломы прибрежного плавания.
В 1960-е годы океанское рыболовство в Эстонской ССР достигло промышленных масштабов и форм. Рыболовными судами руководила Таллинская база тралового флота, а транспортировкой улова, снабжением рыболовных судов и рефрижераторных судов — Таллинская база рефрижераторного флота. В 1968 году старая рыбная гавань в Пальяссааре (572 м причалов, здания и пр.) была передана основанной в 1951 году Межколхозной судоверфи «Эстрыбакколхозсоюза» (ул. Каларанна, 1). В 1969 году для обслуживания рыболовных судов на месте старой гавани было завершено строительство нового портового комплекса (причал длиной 1,5 км, козловые краны, холодильник вместимостью 13 000 тонн и др.). 
В 1970 году в результате слияния нескольких предприятий было создано Эстонское рыбопромышленное производственное объединение «Океан» (ЭРПО «Океан»), насчитывающее почти 10 000 работников. С 1976 года оно стало носить название Эстонское производственное объединение рыбной промышленности «Эстрыбпром». Производственное объединение имело мощные береговые сооружения (причалы длиной 1,2 км и глубиной 4,9–9,0 метра, козловые краны, холодильное хранилище вместимостью 13 000 тонн и др.), в число которых входили и постройки нынешнего порта Пальяссааре.

В порту Пальяссааре, 1970—1986 годы
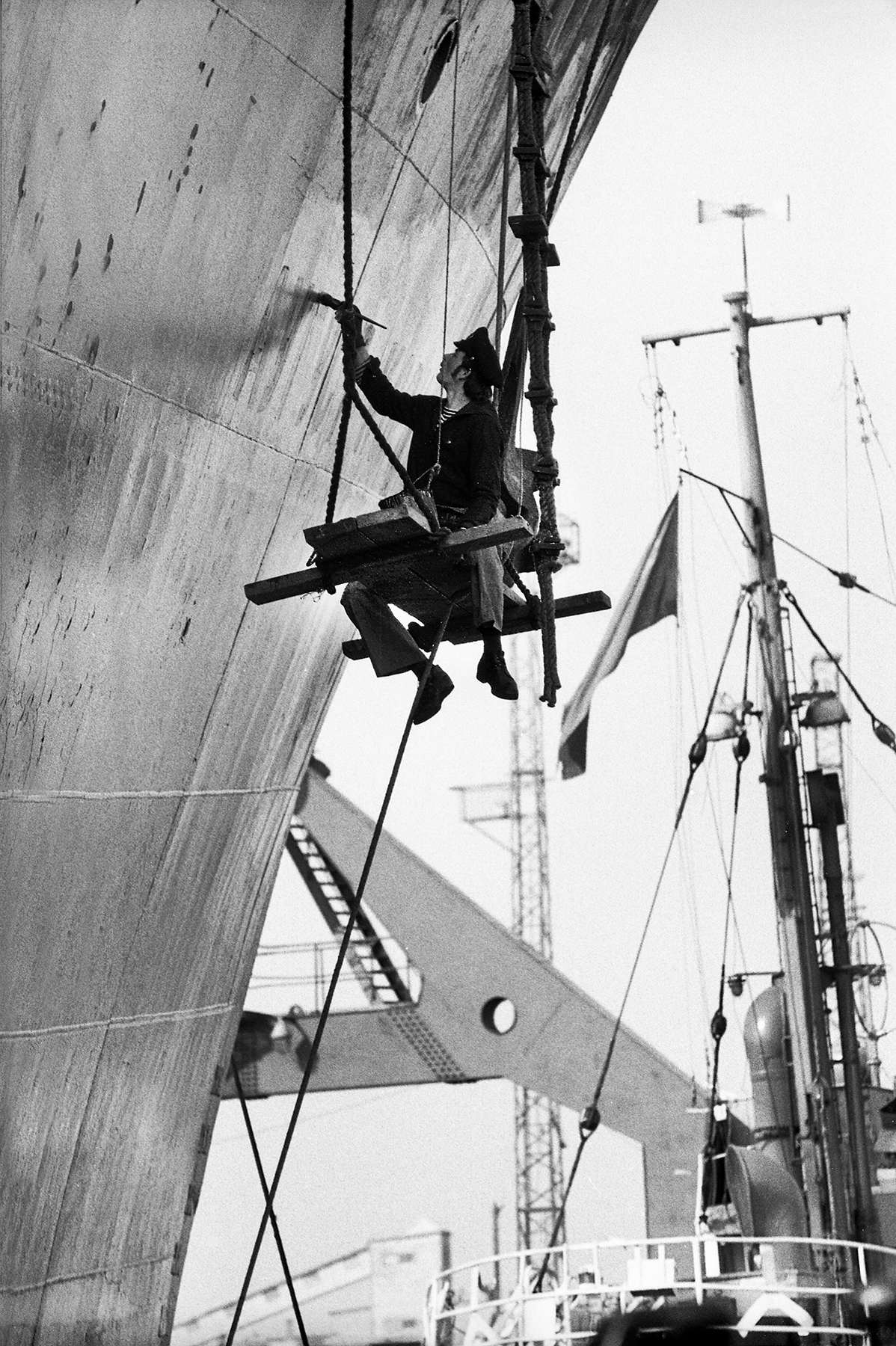
Покраска плавбазы, 1970
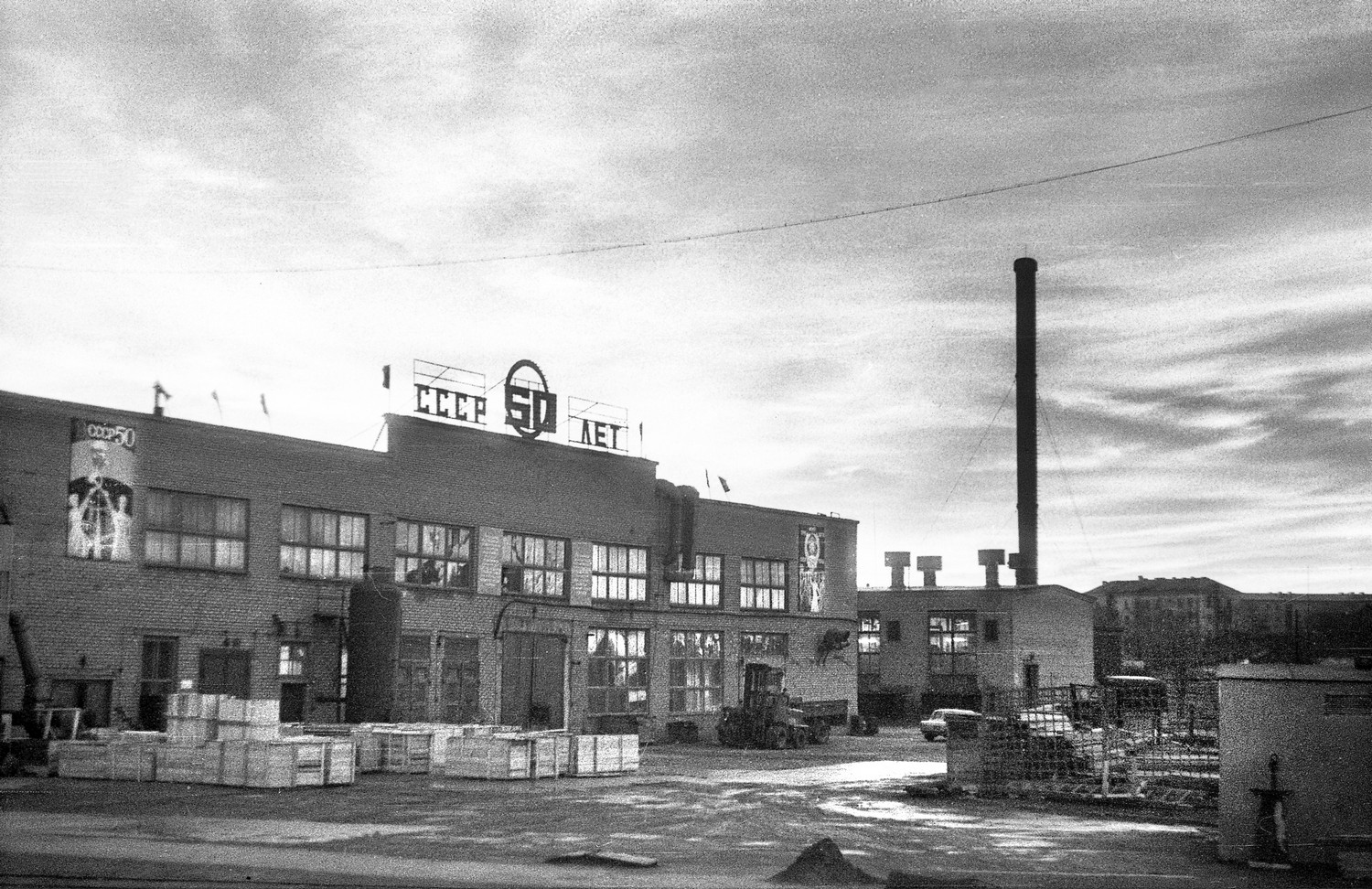
Судоремонтная мастерская, 1973
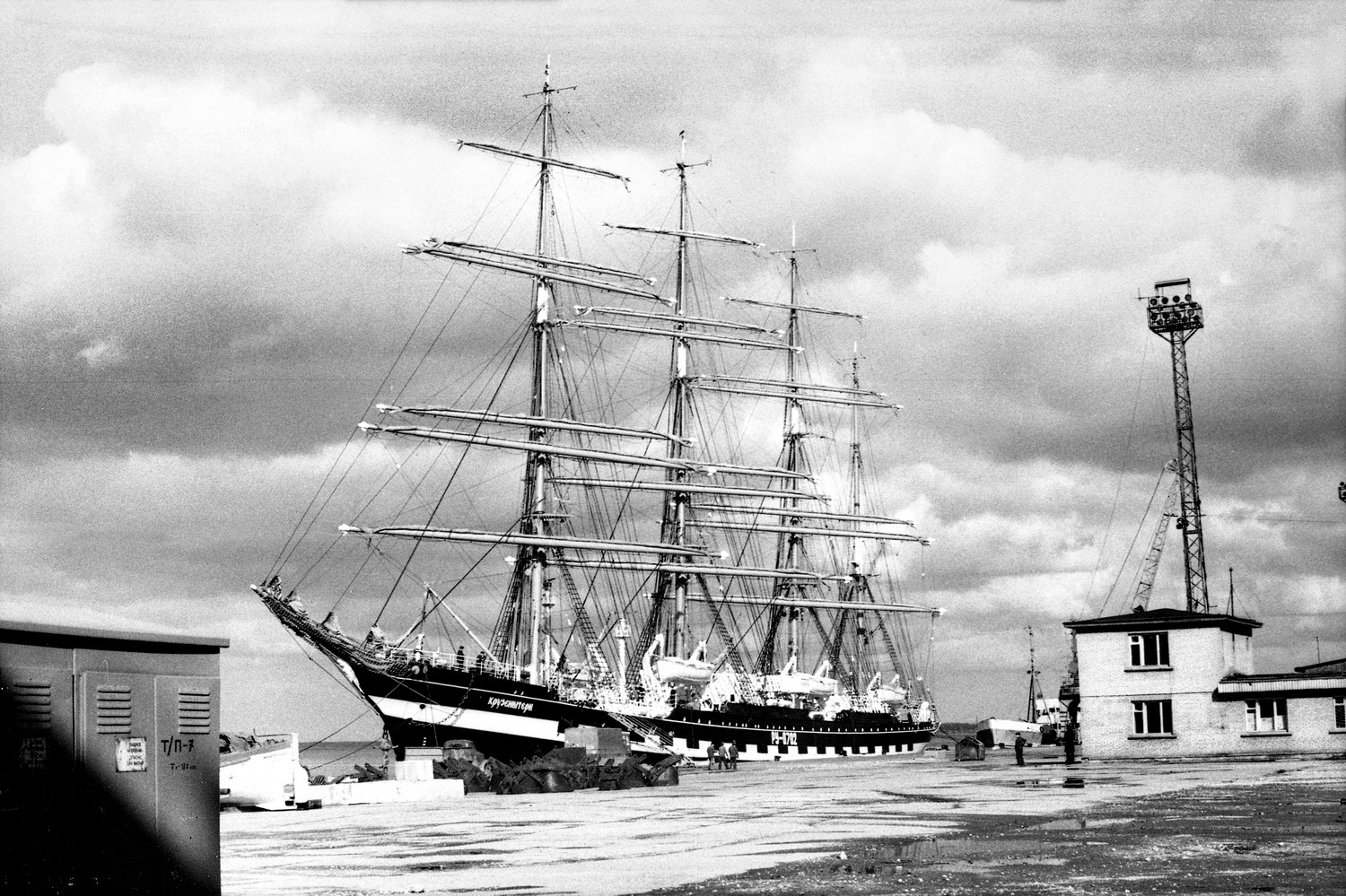
Барк «Крузенштерн», 1975
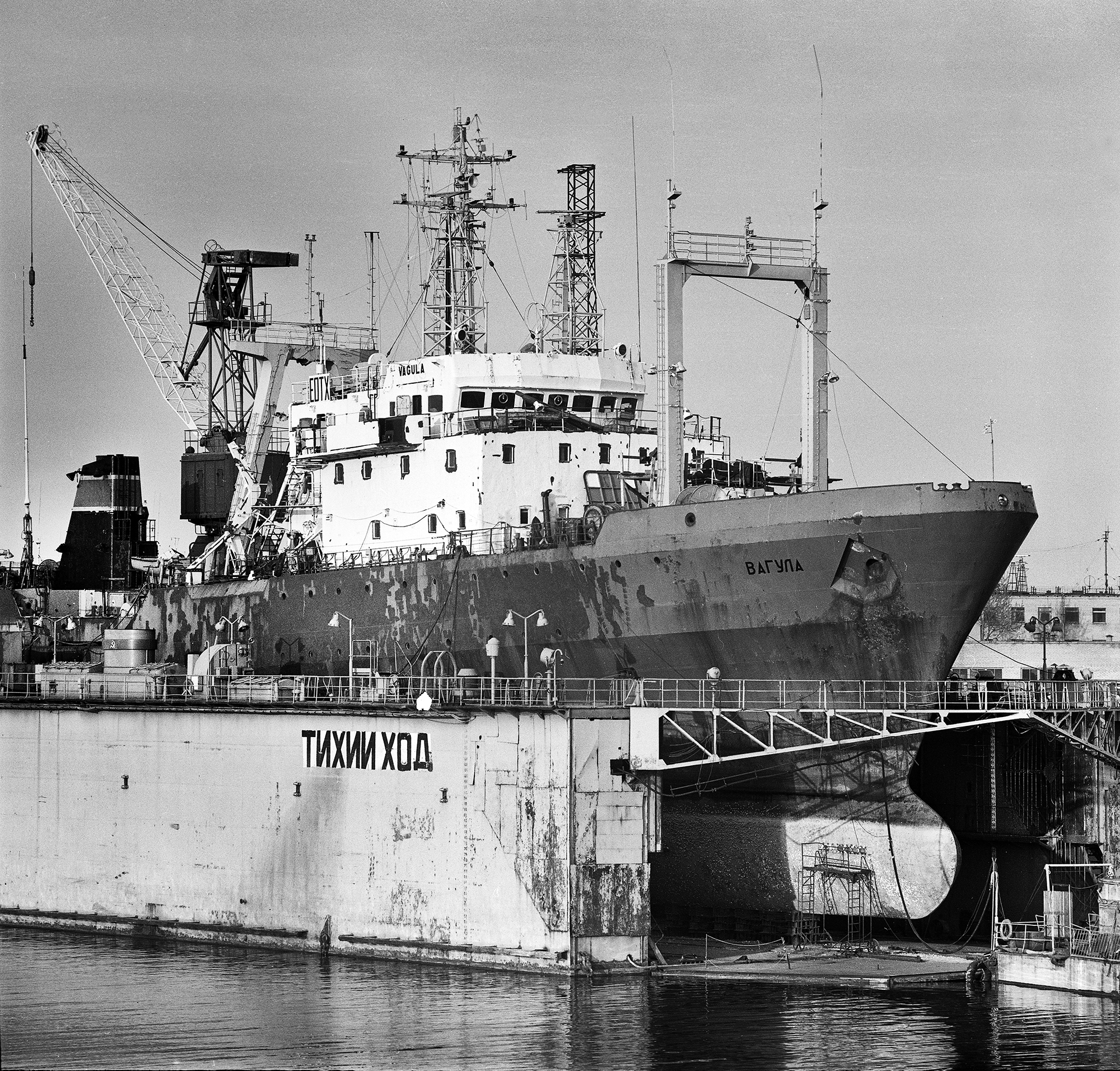
Морозильный траулер в плавучем доке, 1977
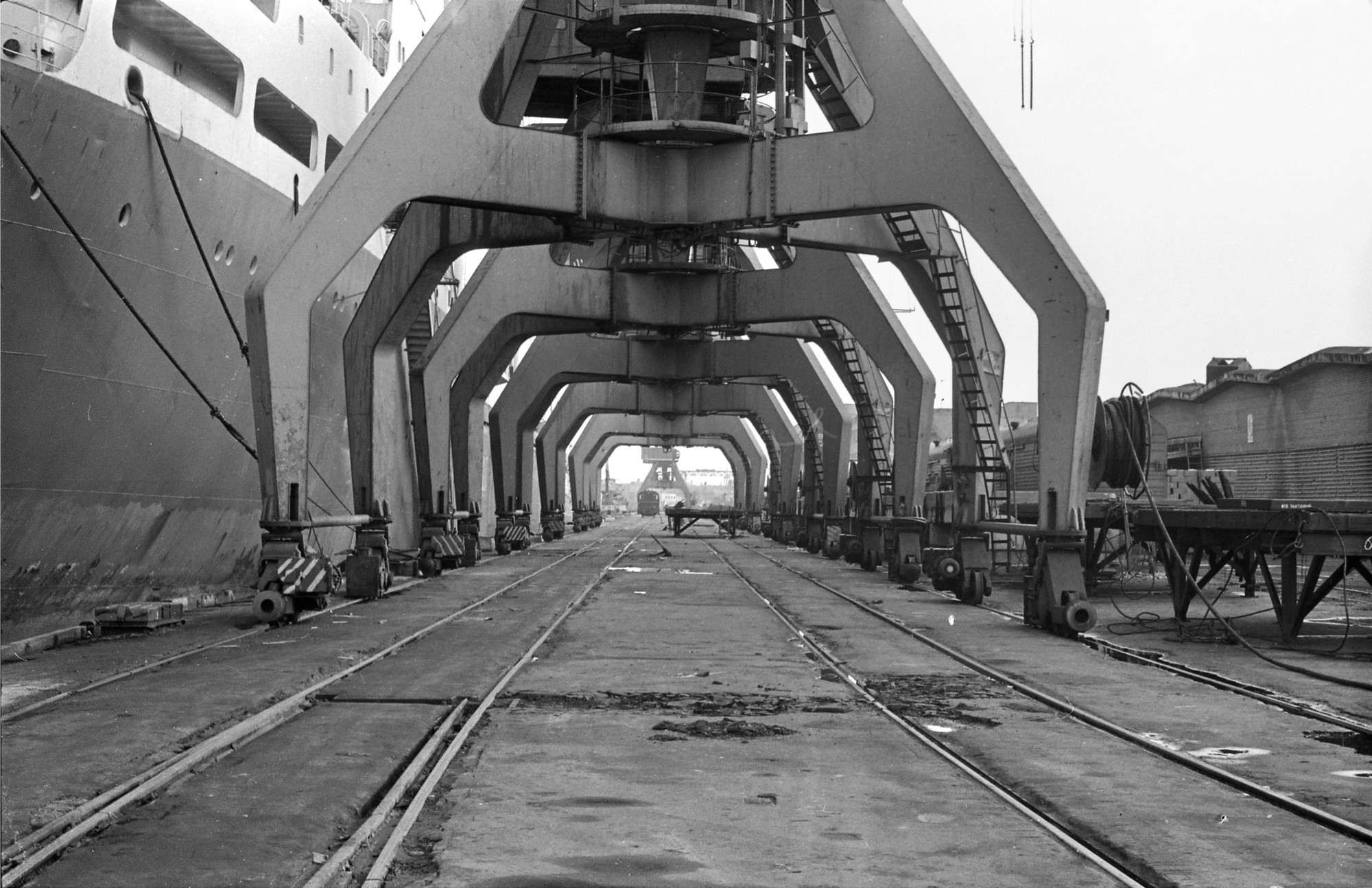
Северный причал, 1978
Буксир «Калевипоэг», 1979
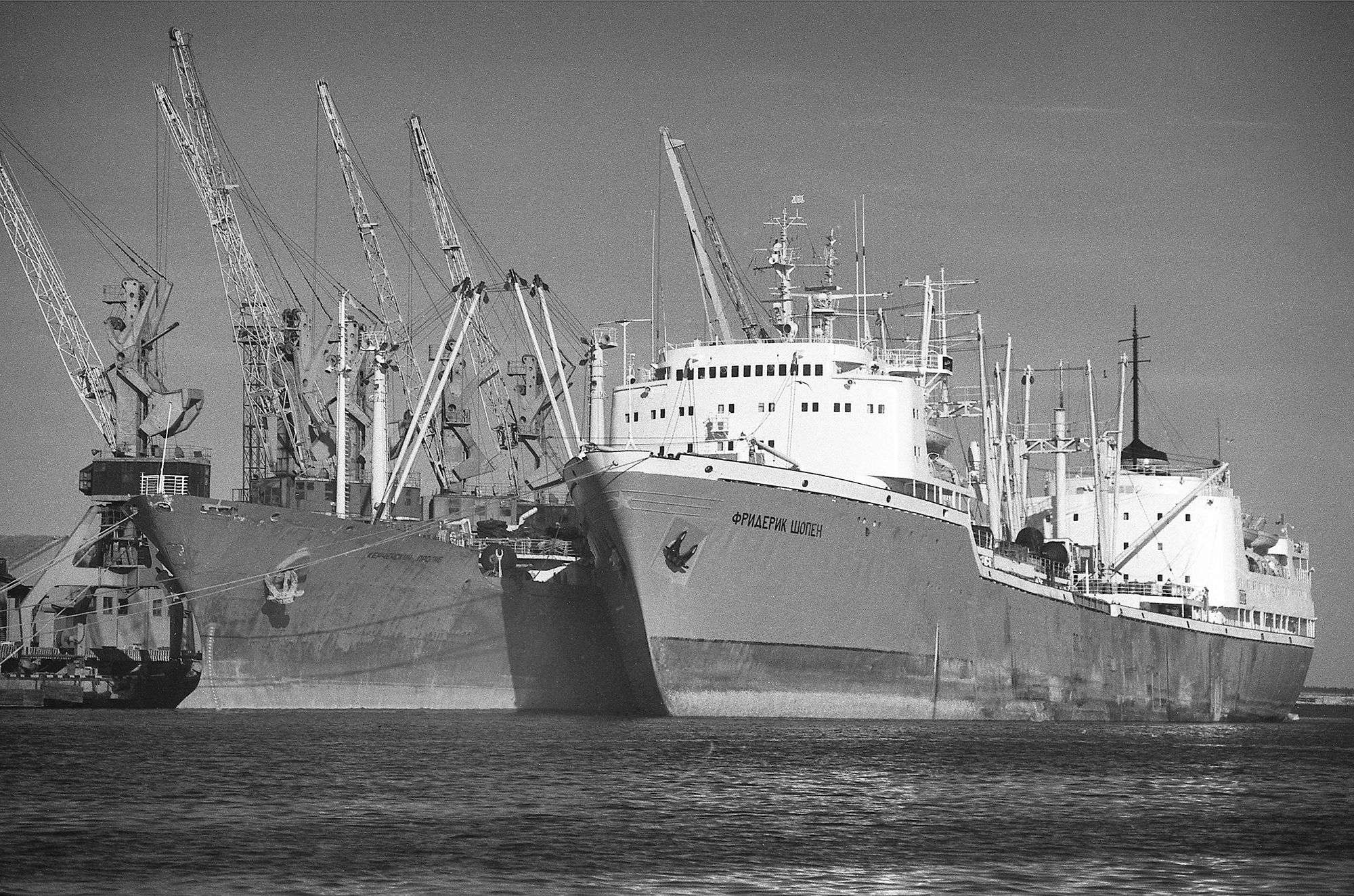
Плавбаза «Фридерик Шопен», 1986
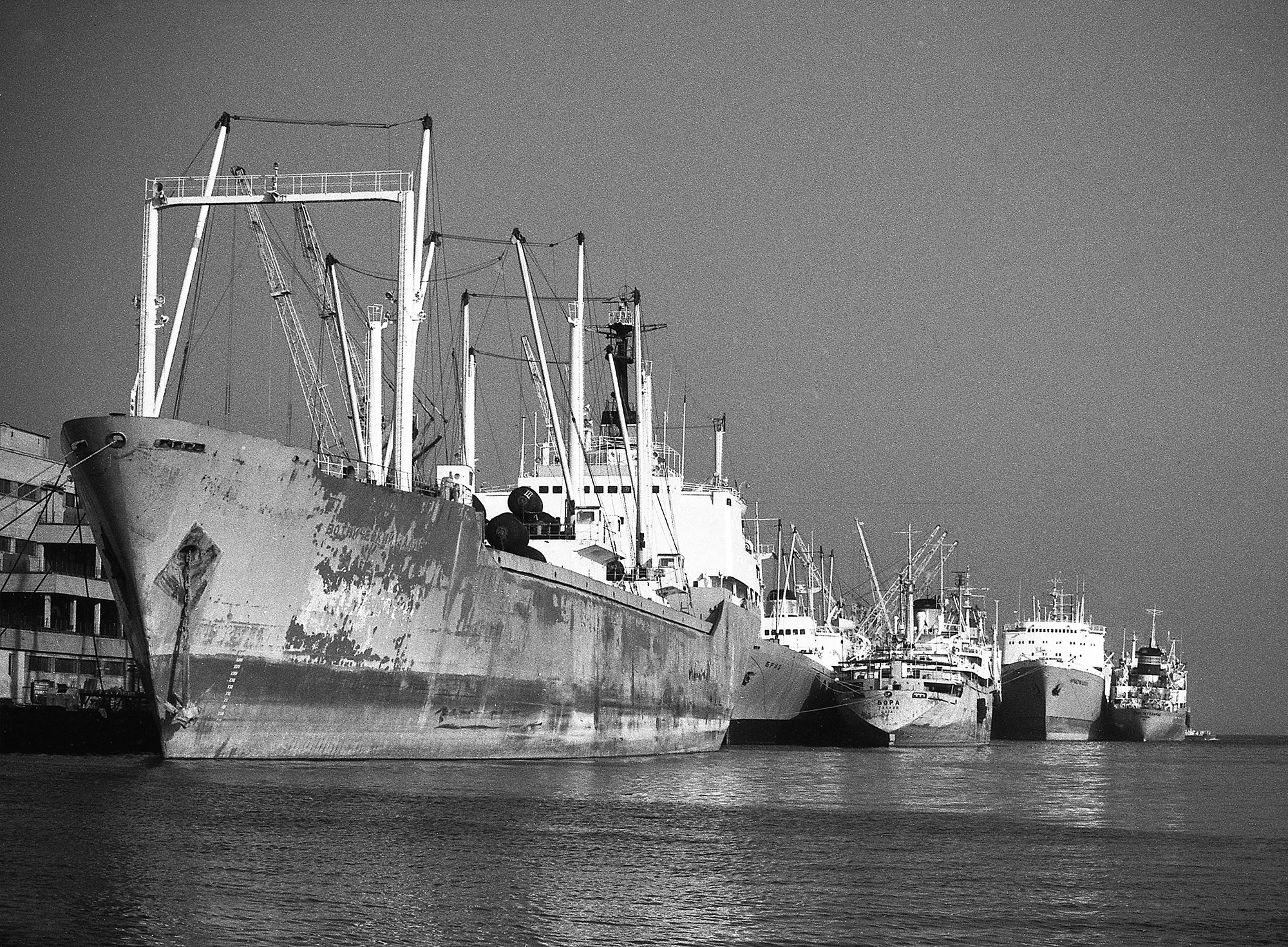
Плавбазы у причала, 1986
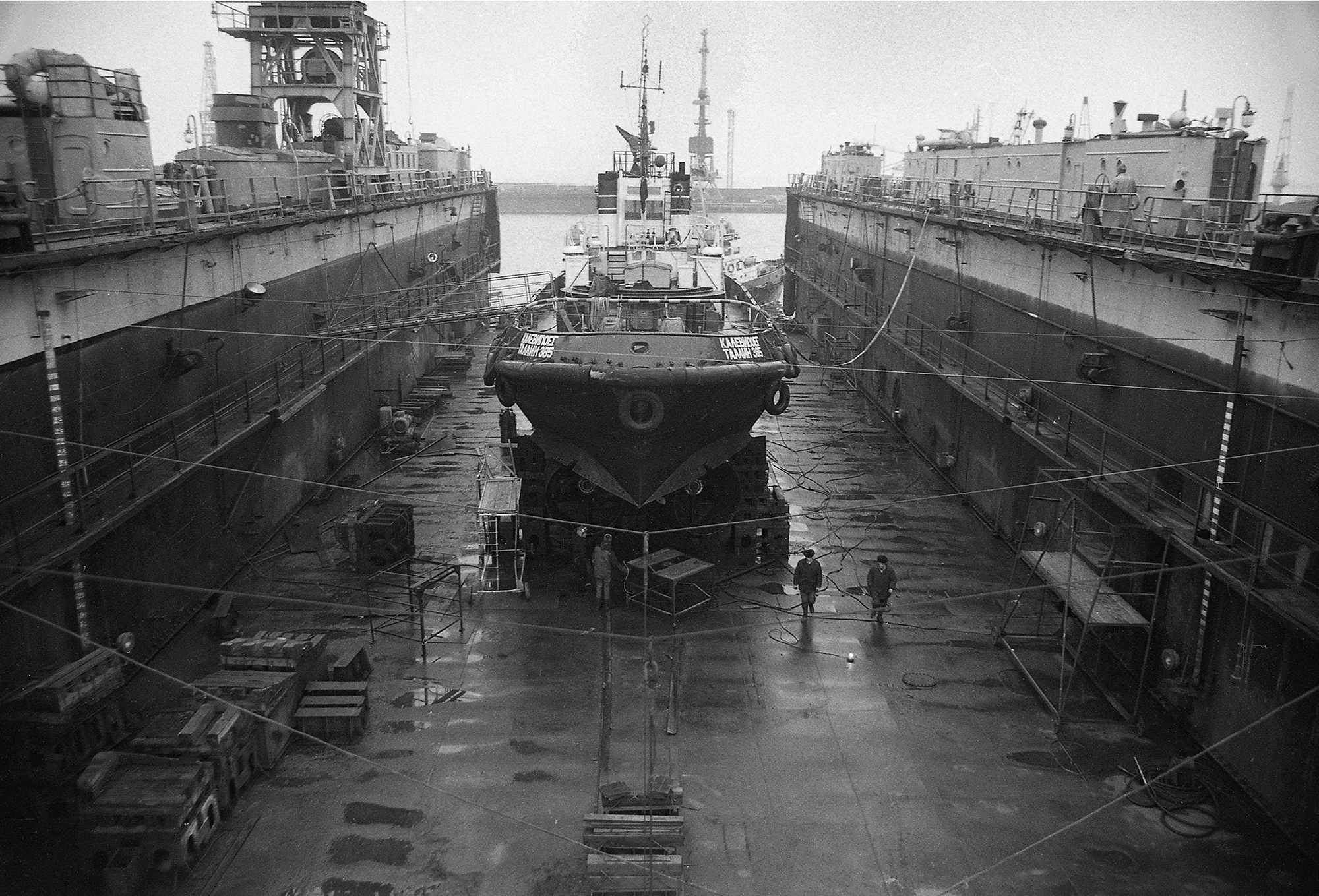
Плавучий док, 1988
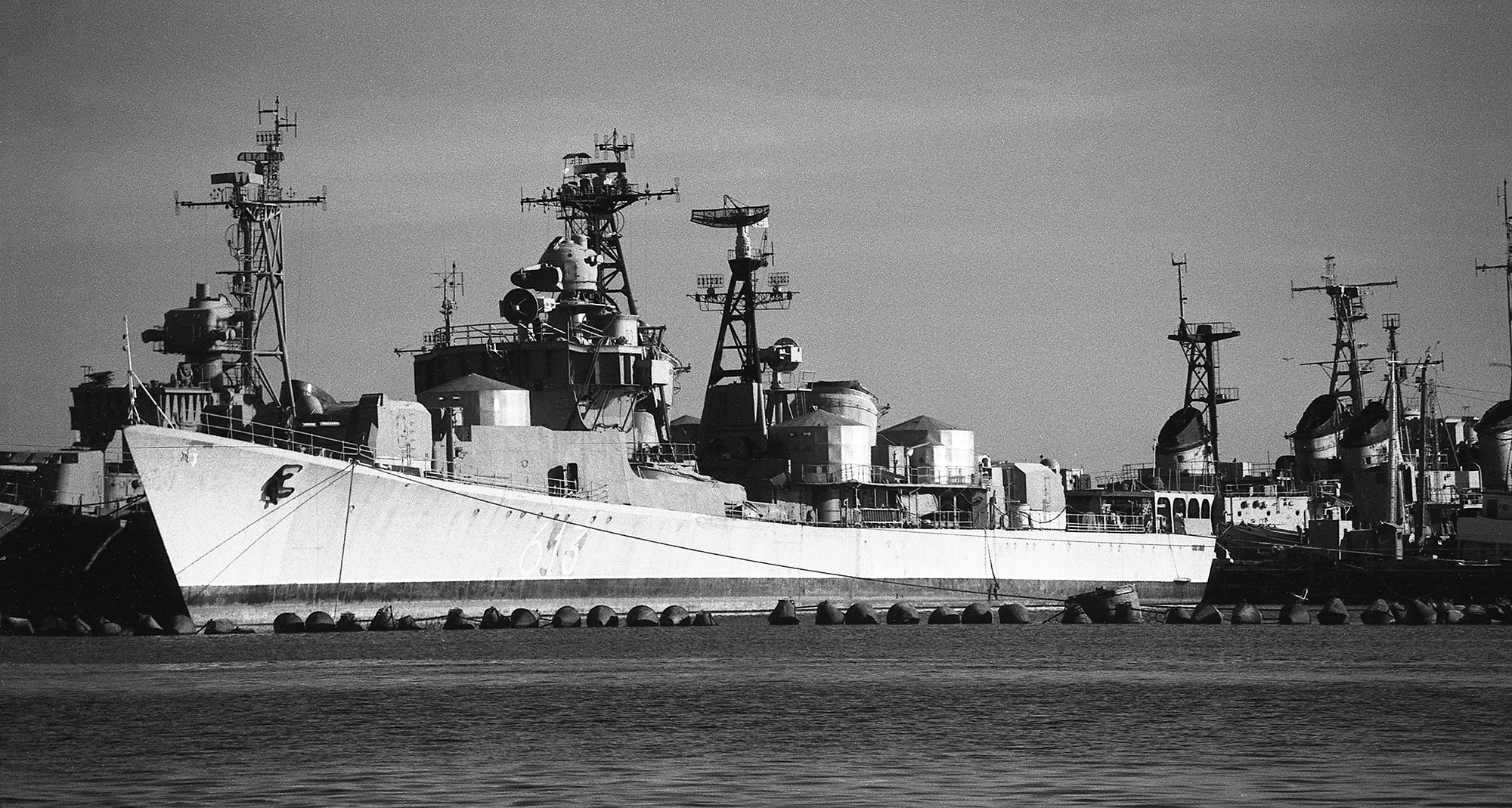
Военные корабли, 1986

### В Эстонской республике
После распада СССР, в 1992 году, принадлежавшие ПО «Эстрыбпром» активы в Морском рыбном порту были переданы государственному акционерному обществу «Порт Таллина» (RAS Tallinna Sadam), затем акционерному обществу «Порт Таллина» (AS Tallinna Sadam). В производственных цехах с 1990 года стало работать финско-эстонское предприятие пищевой промышленности AS Paljassaare Kalatööstus (АО «Рыбная промышленность Пальяссааре»), в настоящее время принадлежащее концерну Vičiūnai Group.
В административных границах Таллина имеется 16 портов, 15 из которых расположены на материке и один — на острове Аэгна. В результате реформы собственности, начавшейся после распада СССР, 6 портов стали принадлежать государству, 8 находятся в частной собственности и 2 — в муниципальной собственности. 
В 2002 году правительство республики приняло решение передать порт Пальяссааре городу Таллину, и город начал подготовку к получению активов и началу деятельности  принадлежащего городу акционерного общества Paljassaare Sadama AS. Однако, в марте 2004 года эстонское правительство отказалось от своей прежней позиции и приняло решение вернуть порт Пальяссааре в актив Таллинского порта. Город обратился в суд, чтобы оспорить это решение. Порт Таллина не пожелал вмешиваться в спор о праве собственности на территорию порта, он выполнил правительственное постановление. Порт Пальяссааре продолжал свою работу как небольшой торговый порт. При этом всё больший объём приходился на российский транзит, и меньший — на эстонский импорт-экспорт. 
В 2017 году Таллинский порт решил отказаться от руководства портом Пальяссааре и начал процесс по  выходу из управления портом и постепенному отчуждению его имущества. Одной из причин этого решения руководство порта назвало нецелесообразность содержать грузовой порт в зоне перспективной жилой застройки города. На продажу было выставлено имущество, расположенное по адресу ул. Пальяссааре 28d, где расположено четырёхэтажное административное здание и другие объекты, а также земельный участок по адресу ул. Пальяссааре 26b, на котором расположены пристани, железные дороги и другие объекты (в том числе право на застройку, возникающее при закреплении недвижимого имущества). За много лет до этого Таллинский порт уже продал бо́льшую часть земельных участков, окружающих акваторию порта. 
В 2019 году Таллинский порт решил полностью прекратить свою деятельность в порту Пальяссааре. В течение 2020 года он продал причалы порта Пальяссааре и другое недвижимое имущество, в 2021 году продал его техносети и технические сооружения и прекратил оказание в порту сетевой услуги. Транспортный департамент удовлетворил заявление акционерного общества Tallinna Sadam и общества с ограниченной ответственностью Hundipea и осуществил смену оператора порта; с 10 августа 2022 года им стало OÜ Hundipea. Предприятие «Hundipea» (с эст. — Волчья голова) было основано 4 декабря 2019 года с целью превратить портовую территорию Пальяссааре в новый зелёный район Таллина под названием Хундипеа. Помимо девелоперской деятельности, Hundipea OÜ является сетевым оператором портовой территории Пальяссааре в сфере электро-, водоснабжения и канализации, а также предоставляет портовые услуги.

## Описание порта
Благодаря своему географическому положению порт Пальяссааре является одним из наиболее защищённых от ветров и волн портов Эстонии. Суда заходят и выходят из порта через канал длиной 800 м, шириной 90—150 м и глубина 9,0 м. В порту осуществляется погрузка и выгрузка смешанных, сыпучих и жидких грузов и древесины, а также производится судоремонт, в том числе ремонт в доке. Навигационный период — с 1 января по 31 декабря.
Территория порта — 32,8 га, площадь акватории — 33,0 га.

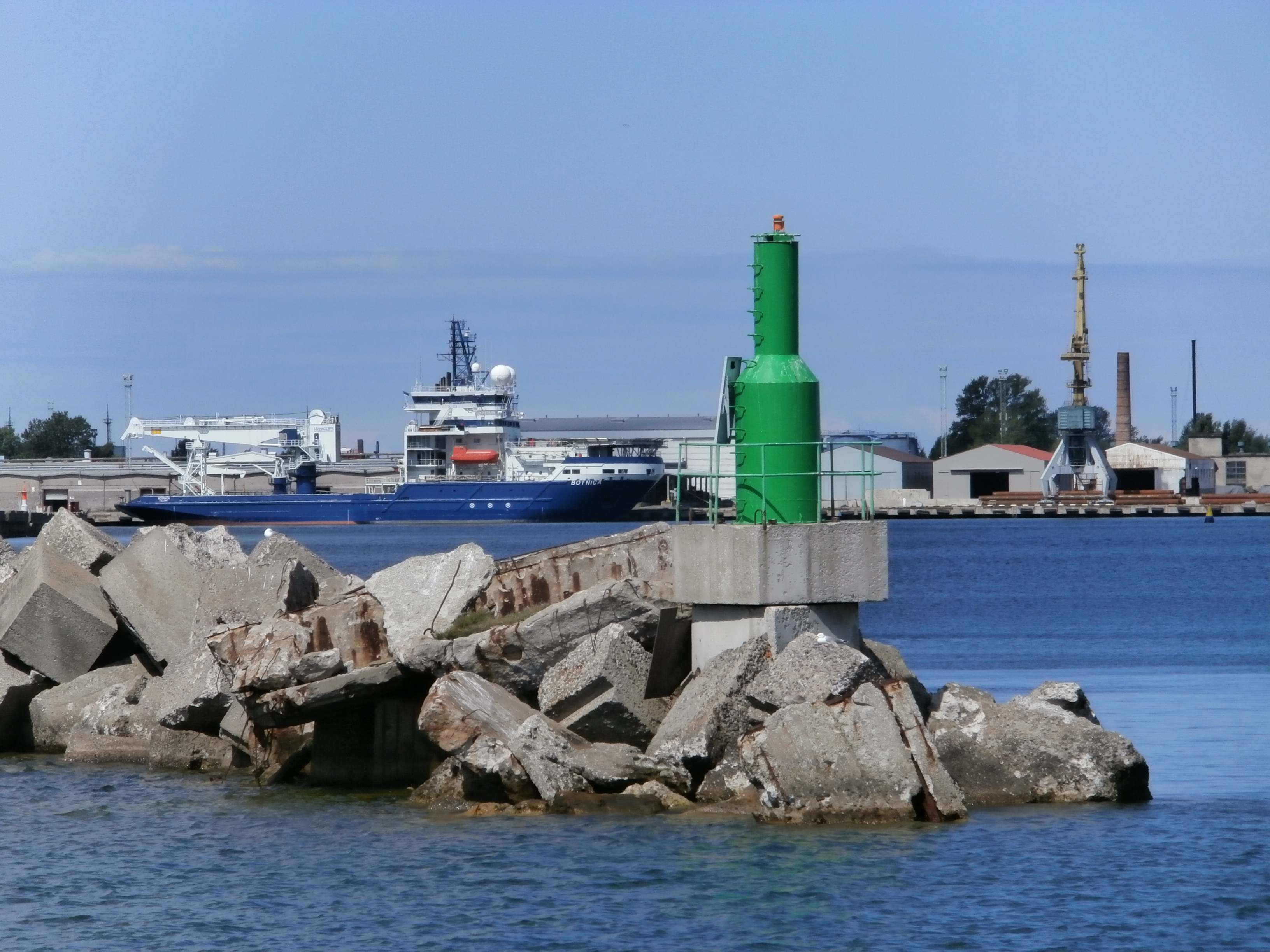
Ледокол «Botnica» в порту Пальяссааре, 2013 год

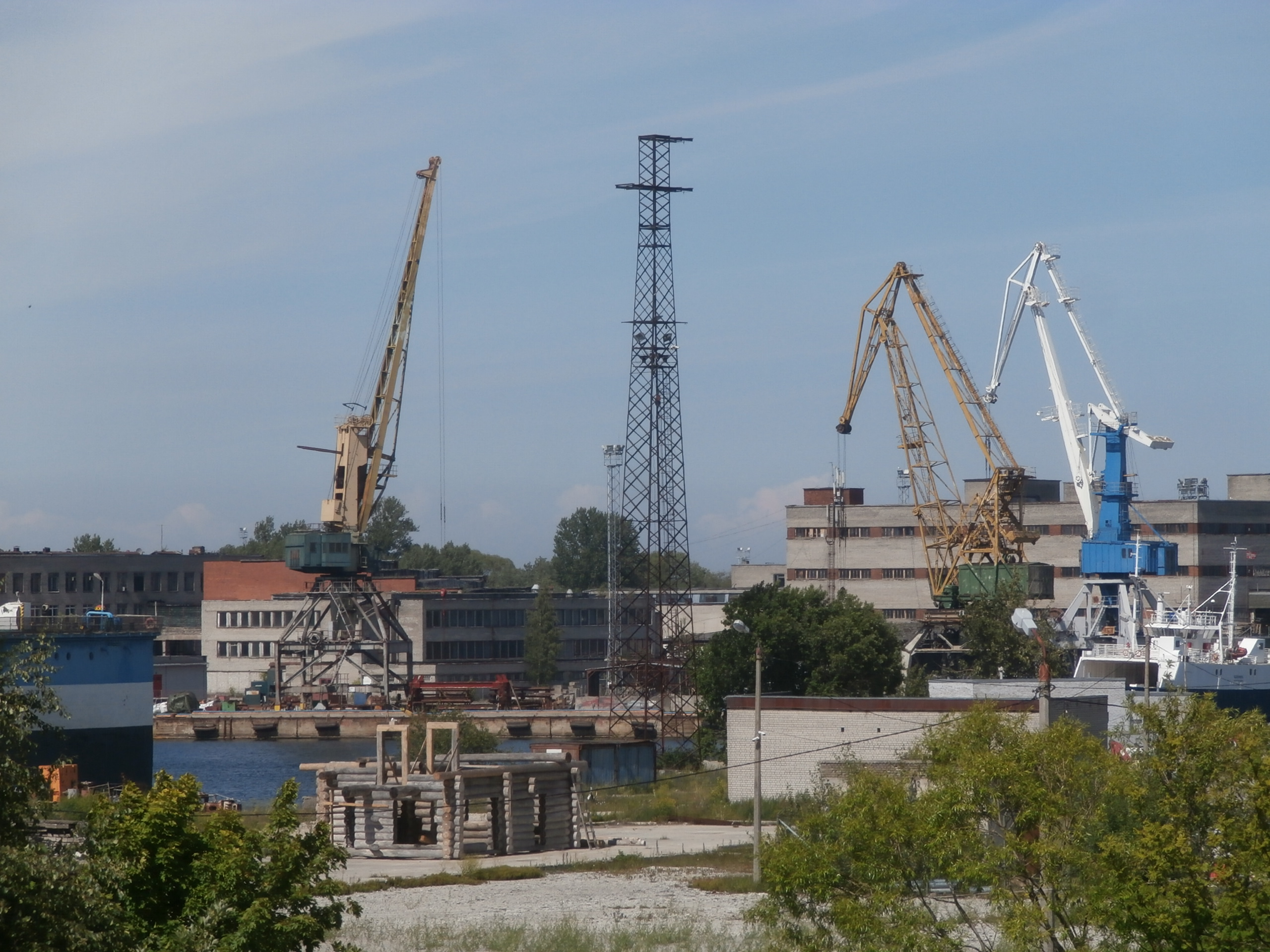
Порт Пальяссааре в 2016 году

Технические данные порта согласно Регистру портов Эстонии:
- общий тоннаж судна — 7500 тонн и более;
- наибольшая длина судна —  190 м;
- наибольшая ширина судна — 30 м;
- наибольшая осадка судна — 8,6 м;
- наименьшая ширина судового хода — 90 м;
- наименьшая глубина судового хода — 8,8 м.

Порт имеет 11 стационарных причалов:  
| Наименование причала | Тип груза                   | Глубина у причала, м | Длина причала, м |
| -------------------- | --------------------------- | -------------------- | ---------------- |
| № 31                 | смешанный и сыпучий         | 3,20—5,20            | 100              |
| № 32                 | смешанный и сыпучий         | 6,2—6,3              | 266              |
| № 33                 | смешанный и сыпучий, жидкий | 8,50                 | 186              |
| № 34                 | жидкий                      | 5,70—6,50            | 100              |
| № 35                 | смешанный и сыпучий         | 6,20—8,80            | 400              |
| № 36                 | смешанный и сыпучий         | 6,20                 | 290              |
| № 37                 | смешанный и сыпучий         | 4,30                 | 90               |
| № 38                 | смешанный и сыпучий         | 4,30                 | 141              |
| № 39                 | вспомогательный причал      | 4,30                 | 51               |
| № 40                 | смешанный и сыпучий         | 4,00—5,80            | 139              |
| № 41                 | смешанный и сыпучий         | 5,8                  | 102              |

Терминалы:

1) терминал смешанных грузов;

2) терминал пищевого масла;

3) терминал сыпучих грузов;

4) терминал удобрений;

5) терминал сыпучих грузов;

6) терминал жидких грузов.